# Sous-préfecture de Campo Limpo
 (septembre 2022).
La mise en forme du texte ne suit pas les recommandations de Wikipédia : il faut le « wikifier ».
Les points d'amélioration suivants sont les cas les plus fréquents. Le détail des points à revoir est peut-être précisé sur la page de discussion.
- Les titres sont pré-formatés par le logiciel. Ils ne sont ni en capitales, ni en gras.
- Le texte ne doit pas être écrit en capitales (les noms de famille non plus), ni en gras, ni en italique, ni en « petit »…
- Le gras n'est utilisé que pour surligner le titre de l'article dans l'introduction, une seule fois.
- L'italique est rarement utilisé : mots en langue étrangère, titres d'œuvres, noms de bateaux, etc.
- Les citations ne sont pas en italique mais en corps de texte normal. Elles sont entourées par des guillemets français : « et ».
- Les listes à puces sont à éviter, des paragraphes rédigés étant largement préférés. Les tableaux sont à réserver à la présentation de données structurées (résultats, etc.).
- Les appels de note de bas de page (petits chiffres en exposant, introduits par l'outil «  Source ») sont à placer entre la fin de phrase et le point final[comme ça].
- Les liens internes (vers d'autres articles de Wikipédia) sont à choisir avec parcimonie. Créez des liens vers des articles approfondissant le sujet. Les termes génériques sans rapport avec le sujet sont à éviter, ainsi que les répétitions de liens vers un même terme.
- Les liens externes sont à placer uniquement dans une section « Liens externes », à la fin de l'article. Ces liens sont à choisir avec parcimonie suivant les règles définies. Si un lien sert de source à l'article, son insertion dans le texte est à faire par les notes de bas de page.
- La présentation des références doit suivre les conventions bibliographiques. Il est recommandé d'utiliser les modèles {{Ouvrage}}, {{Chapitre}}, {{Article}}, {{Lien web}} et/ou {{Bibliographie}}. Le mode d'édition visuel peut mettre en forme automatiquement les références.
- Insérer une infobox (cadre d'informations à droite) n'est pas obligatoire pour parachever la mise en page.

Pour une aide détaillée, merci de consulter Aide:Wikification.
Si vous pensez que ces points ont été résolus, vous pouvez retirer ce bandeau et améliorer la mise en forme d'un autre article.
Pour les articles homonymes, voir Campo Limpo.

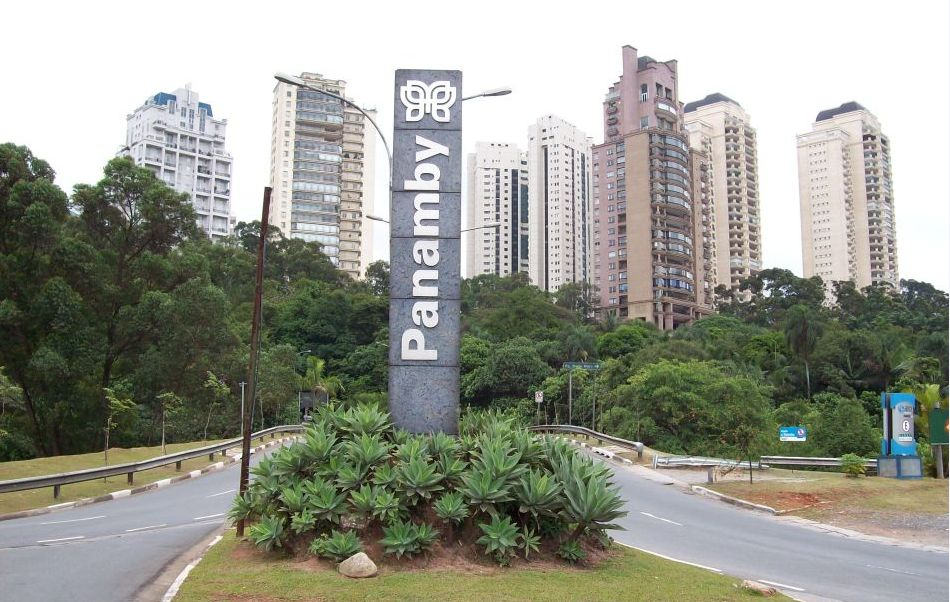
Panamby

La sous-préfecture de Campo Limpo est l'une des 32 sous-préfectures de la municipalité de São Paulo. Il comprend trois districts, Campo Limpo, Capão Redondo et Vila Andrade, qui représentent ensemble 36,7 km², habitée par plus de 590 000 personnes. Cette mairie régionale est régie par la loi n° 13 399 du 1er août 2002.
Actuellement, la sous-préfecture de Campo Limpo a pour sous-maire Thiago Dias da Silva, ancien surintendant des services funéraires,,,.

## Histoire

### Vila Andrade
Superficie : 10,30 km²
Population (2010) : 127 015 habitants.
Densité démographique : 12 332 (habitants/km²)
Quartiers : Jardim Ampliação, Jardim Fonte do Morumbi, Jardim Parque Morumbi, Jardim Santo Antônio, Jardim Vitória Régia, Panamby, Paraíso do Morumbi, Paraisópolis, Parque Bairro do Morumbi, Parque do Morumbi, Retiro Morumbi, Vila Andrade, Vila Ernesto, Vila Palmas, Vila Plana, Vila Suzana.
Le quartier de Morumbi a émergé avec la reconnaissance de "quartier noble", puisque d'immenses maisons ont été construites sur d'immenses étendues de terrain dans le quartier proche de la rua São Valério (rue qui relie Francisco Morato au quartier Cidade Jardim).
En octobre 1960, le stade Cícero-Pompeu-de-Toledo (São Paulo Futebol Clube), connu sous le nom de stade de Morumbi, a été inauguré et a permis une croissance considérable du quartier. Cela était également dû à la saturation de quartiers comme Itaim Bibi, Campo Belo, Moema, Brooklin et Pinheiros.

### Campo Limpo
Superficie : 12,80 km²
Population (2010) : 211 361 habitants.
Densité démographique : 16 513 (habitants/km²)
Quartiers : Chácara Pirajussara, Horto do Ipê, Jardim Ana Maria, Jardim Bom Refúgio, Jardim Campo Limpo, Jardim Catanduva, Jardim Elisa, Jardim Elisabeth, Jardim Faria Lima, Jardim Helga, Jardim Ingá, Jardim Iracema, Jardim Itamaraty, Jardim Jamaica, Jardim Laranjal, Jardim Leme, Jardim Leônidas Moreira, Jardim Maria Duarte, Jardim Maria Sampaio, Jardim Maria Virgínia, Jardim Martinica, Jardim Mitsutani, Jardim Nadir, Jardim Olinda, Jardim Paris, Jardim Piracuama, Jardim Pirajussara, Jardim Prestes Maia, Jardim Rebouças, Jardim Roni, Jardim Rosana, Jardim Samara, Jardim Santa Efigênia, Jardim São Januário, Jardim São Mateus, Jardim São Roque, Jardim Umarizal, Jardim Umuarama, Parque Arariba, Parque Esmeralda, Parque Flamengo, Parque Jardim Mirassol, Parque Munhoz, Parque Rebouças, Parque Regina, Pirajussara, Residencial Morumbi, Umarizal, Vila Alteza, Vila América, Vila Anália, Vila Brasil, Vila Carioca, Vila França, Vila Nova Pirajussara, Vila Pirajussara, Vila Rica.
Au milieu de 1937, le district de Campo Limpo est né d'une ferme appartenant à la famille Reis Soares appelée ferme da Pombinhos. Dans les années 50, il y avait de nombreuses fermes, maisons d'habitation et fermes sur le site du district. Même le Jockey Club de São Paulo s'y trouvait et est l'une des raisons de la création du nom "Campo Limpo" pour le district, car c'était le lieu où vivaient et s'entraînaient les chevaux.

### Capão Redondo
Superficie : 13,60 km²
Population (2010) : 268 729 habitants.
Densité démographique : 19 759 (habitants/km²)
Quartiers : Capão Redondo, Capelinha, Cidade Auxiliadora, Cohab Monet, Conjunto Habitacional Instituto Adventista, Conjunto Habitacional JD São Bento, Conjunto Habitacional Pirajussara, Jardim Albano, Jardim Alvorada, Jardim Amália, Jardim Atlântico, Jardim Aurélio, Jardim Avenida, Jardim Boa Esperança, Jardim Bom Pastor, Jardim Campo de Fora, Jardim Campo dos Ferreiros, Jardim Capão Redondo, Jardim Clarice, Jardim Clélia, Jardim Comercial, Jardim das Rosas, Jardim do Colégio, Jardim Dom José, Jardim Eledy, Jardim Iae, Jardim Ipê, Jardim Irapiranga, Jardim Irene, Jardim Itaóca, Jardim Sandra, Jardim Jeriva, Jardim Lídia, Jardim Lilah, Jardim Macedônia, Jardim Magdalena, Jardim Maracá, Jardim Modelo, Jardim Germânia, Parque do Engenho, Parque Fernanda, Parque Independência, Parque Ligia, Parque Maria Helena, Parque Sônia, Parque Vera Cruz, Valo Velho, Vila Rosina, Vila Santa Maria, Jardim Marcelo II, Vila Maracanã, Jardim Vale Das Virtudes.
Au début du district, Capão Redondo n'était qu'un point de rencontre pour les habitants des quartiers situés au centre-ville de São Paulo. Ces réunions avaient généralement lieu les week-ends et les jours fériés, car c'était un endroit sans pollution à côté de ruisseaux avec de l'eau propre, très propice à la pêche, à la chasse et au repos pour les visiteurs et les habitants de la région.
Les visiteurs cherchaient un endroit pour installer leur campement et désherber. Comme c'était toujours dans un style arrondi, ils ont commencé à appeler l'endroit "Capão Redondo".